# Tokugawa Ienobu
Tokugawa Ienobu est un nom japonais traditionnel ; le nom de famille (ou le nom d'école), Tokugawa, précède donc le prénom (ou le nom d'artiste) Ieyasu.
Ienobu Tokugawa (徳川 家宣, Tokugawa Ienobu, 11 juin 1662-12 novembre 1712) est le sixième shogun du shogunat Tokugawa au Japon. (r. 1709-1712).
Petit-fils du troisième shogun Iemitsu (et neveu de Ietsuna et Tsunayoshi), Ienobu emploie Manabe Akifusa et suit les conseils du prêcheur confucianiste Arai Hakuseki.
Son règne, comme celui de son successeur Ietsugu, est célèbre pour la prospérité et la paix qu'ont vécu le pays et est connu sous le nom Shōtoku no chi (正徳の治), donné d'après une des ères du Japon.

## Jeunesse (1662-1694)
Tokugawa Ienobu naît en 1662, plus jeune fils de Tokugawa Tsunashige, daimyo de Kōfu et de sa concubine. Tsunashige est le frère entre Tokugawa Ietsuna et Tokugawa Tsunayoshi, ce qui fait de Ienobu leur neveu. En 1662, l'oncle de Ienobu, Ietsuna, est shogun, et son père, Tsunashige, daimyo de Kōfu, propriété très précieuse des terres Tokugawa.
On sait peu de choses de la jeunesse de Ienobu sauf qu'il est appelé à devenir le daimyo suivant de Kōfu après la mort de son père. Cependant, après la mort de Tokugawa Ietsuna en 1680 et l'accession de son autre oncle, Tokugawa Tsunayoshi à la tête du bakufu, l'échec de Tsunayoshi pour produire un héritier mâle augmente de beaucoup les chances de Ienobu de devenir shogun. Néanmoins, à cette époque, Ienobu n'est pas préparé pour succéder au shogunat mais plutôt pour succéder à son père Tsunashige en tant que daimyo de Kōfu.
Finalement, Tokugawa Tsunashige meurt en 1678. Ainsi, Tokugawa Ienobu lui succède-t-il comme daimyo de Kōfu où il devient très puissant car son oncle est le shogun.
En 1694, un rōnin, Arai Hakuseki, est nommé tuteur personnel et conseiller de Ienobu. Hakuseki, qui est enseignant à Edo, est recommandé par le philosophe Kinoshita Junan pour devenir tuteur personnel de Ienobu et est convoqué à la résidence d'Edo de Ienobu. Jusqu'en 1709, quand Ienobu devient shogun, on pense que Hakuseki lui a donné 2 000 présentations des Classiques chinois et du confucianisme. Hakuseki est un grand conseiller de Ienobu jusqu'à la fin de sa vie.
C'est également une formation idéale pour Ienobu puisque même le shogun Tsunayoshi est grand amateur des Classiques chinois et du néo-confucianisme. Hakuseki rédige également un livre pour Ienobu, connu sous le nom d'Hankampu, qui couvre l'histoire de plusieurs fiefs de 1600 jusqu'en 1680.

## Shogun Ienobu (1709-1712)
En 1709, le shogun Tsunayoshi meurt sans héritier mâle. En termes généalogiques, il semblerait raisonnable pour le daimyo de Kōfu, Tokugawa Ienobu, d'être élevé au rôle de shogun parce qu'il est le seul descendant de la lignée directe restante de Tokugawa Ieyasu. Cependant, c'est un facteur secondaire dans le contexte de la politique intra-bakufu qui se poursuit jusqu'aux derniers jours du bakufu de Tsunayoshi. La résolution finale de toute question concernant la succession shogunale est probablement influencée le plus efficacement par le fait que Ienobu est la préférence exprimée par l'épouse du défunt shogun Tsunayoshi.
Le shogun Ienobu commence immédiatement à réformer certains éléments de la société japonaise. On dit souvent qu'il a transformé le bakufu d'une institution militaire en une institution civile, déjà en gestation sous Ietsuna et Tsunayoshi. Il commence par abolir les lois et décrets controversés de Tsunayoshi. Les chambellans, qui ont reçu un pouvoir strict de Tsunayoshi, se voient retirer toutes responsabilités. Par ailleurs, le shogun Ienobu révise en 1710 le Buke-sho-hatto, dont la langue est améliorée. La censure est abandonnée et Ienobu dit à ses subordonnés que les pensées et les sentiments de la population doivent atteindre les niveaux élevés du bakufu. Cela doit apparaître comme l'influence de Hakuseki. Les châtiments cruels et persécutions sont abandonnés et le système judiciaire est également réformé.
Cependant, il est un vestige de la règle du shogun Tsunayoshi qui n'a pas été aboli. Le néo-confucianisme est encore populaire et encouragé, grâce aussi à l'influence de Hakuseki, car il a longtemps enseigné les classiques confucéens à Ienobu. La réforme économique est également assurée et une médaille d'or est créée pour stabiliser l'économie.
Le shogun Ienobu est l'un des premiers shoguns depuis des siècles qui tente effectivement d'améliorer considérablement les relations avec l'empereur et la cour à Kyoto. En 1711, Konoe Motohiro, le régent Fujiwara, arrive de Kyoto à Edo pour servir de médiateur dans les pourparlers entre le shogun Ienobu et l'empereur Nakamikado et ses nobles (à Kyoto). Ienobu mène les discussions mais Motohiro semble également s'affirmer. Une fois les entretiens terminés, il est décidé que les jeunes fils des empereurs n'ont pas à entrer dans la prêtrise et peuvent former de nouvelles branches du trône impérial et que leurs filles peuvent se marier (en fait, l'une des plus jeunes filles de l'empereur Nakamikado épouse l'un des jeunes fils de Ienobu) et que le bakufu offrira des aides financières à la cour. Beaucoup de cérémonies de la cour sont ravivées. Ainsi, pendant le règne du shogun Ienobu, les relations avec la cour sont-elles plutôt bonnes.
Shogun Ienobu meurt à l'âge de 51 ans au cours de la deuxième année de l'ère Shōtoku, le 14e jour du 10e (1712). Son fils encore nourrisson, Tokugawa Ietsugu, lui succède. Le successeur n'est pas le fils qui a épousé une princesse impériale, c'est un fils cadet. Ietsugu devient le septième shogun. Il continue d'employer Hakuseki comme conseiller.

## Ères dubakufude Ienobu
Les années durant lesquelles Ienobu est shogun sont plus spécifiquement identifiées par plus d'un nom d'ère ou nengō.
- Hōei, 1704-1711
- Shōtoku, 1711-1716